# حجر جنوب سقارة

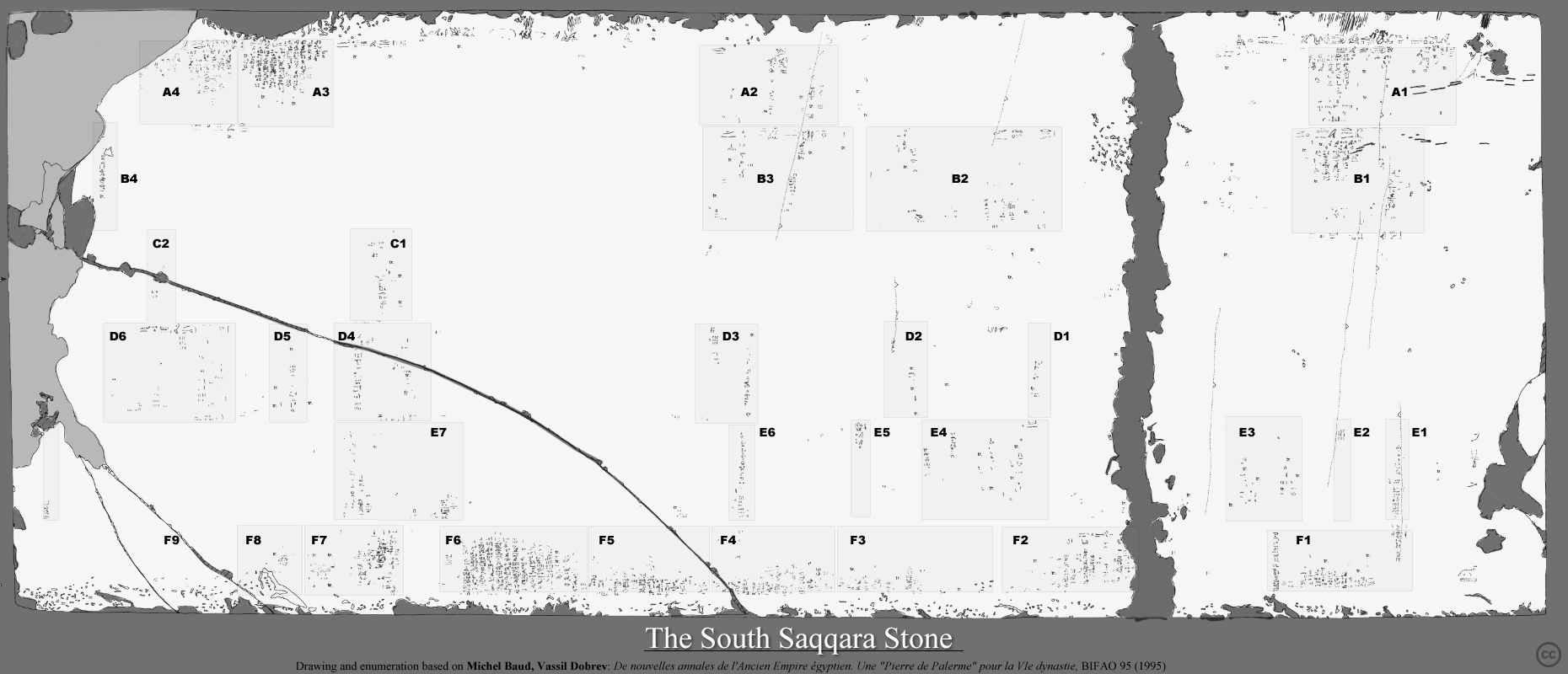
حجر جنوب سقارة

حجر جنوب سقارة هو غطاء تابوت الملكة المصرية القديمة عنخس إن بيبي ، نُقش عليه قائمة بأسماء فراعنة الأسرة السادسة بدأً من تتي ، أوسر كا رع ، وبيبي الأول ، ومرن رع الأول وحتى السنوات الأولى من حكم بيبي الثاني. الذي من المحتمل أنه هو من قام بكتابه هذه النقوش. يعتبر هذا الحجر في الأساس وثيقة سنوية تسجل الأحداث في كل سنة من سنوات حكم الملك ؛ لسوء الحظ ، أعيد استخدامه في العصور القديمة لدفن الملكة عنخس إن بيبي ومُسحت العديد من نقوشه التي لا تقدر بثمن.

## الاكتشاف
اكتشف حجر جنوب سقارة في 1932-1933 من قبل عالم المصريات جوستاف جيكيه في أقصى غرب خمسة غرف تخزين تقع جنوب هرم الملكة إيبوت الثانية ، داخل مجمع هرم بيبي الثاني (الذي تم إنشاؤه في عهده) في سقارة .

## وصف
صنع الحجر من البازلت وتبلغ أبعاده 2.43 مترًا في 0.92 مترًا ويبلغ سمكه 20 سم. وقد نقش عليه على كلا الجانبين ، لكن الكثير من النقوش مُسحت وأصبحت صعبة القراءة. تسرد الجهة اليمنى الأحداث التي وقعت في عهد الملوك تتي وأوسر كا رع وبيبي الأول ومرن رع الأول، أما الجهة اليسرى فتصف بعضاً من الأحداث التي وقعت في عهد بيبي الثاني .

## دلالة
تكمن أهمية حجر جنوب سقارة من نقوشه فهو يحتوي على قائمة بعدد من الفراعنة ، إلى جانب تفاصيل تعداد الماشية السنوي أو نصف السنوي الذي يؤكد التفاصيل في مصادر أخرى (مثل بردية تورينو ) ، مما يسمح لعلماء الآثار بتقدير طول فترة حكم هؤلاء الفراعنة. يقدر عالما المصريات الفرنسيين ميشيل بود وفاسيل دوبريف أن تتي قد حكم لمدة لا تقل عن 12 عاما، بينما حكم أوسر كا رع لمدة 2-4 سنوات ، و49-50 عامًا لـ بيبي الأول ، و 11-13 عامًا على الأقل لـ مرن رع الأول وذلك بناءً على موقع تعدادات معينة من الماشية.
يعتبر الحجر من أقدم الوثائق التاريخية الموجودة ، حيث إنه ليس مجرد قائمة بأسلاف الفرعون الحاكم ، ولكنه يتضمن أسماء جميع الفراعنة السابقين المعروفين، بما في ذلك الحكام الغامضون مثل أوسر كا رع